# Mount Juliet
Mount Juliet város az Amerikai Egyesült Államok Tennessee államában, Wilson megyében. Lakosainak száma 39 289 fő (2020. április 1.).

## Népesség
A település népességének változása:

| 2010 | 23 671 |
| 2020 | 39 289 |